# سیارک ۱۰۵۱۶
سیارک ۱۰۵۱۶ (به انگلیسی: 10516 Sakurajima، نامگذاری:1989VQ) ده هزار و پانصد و شانزدهمین سیارک کشف شده‌است که در ۱ نوامبر ۱۹۸۹ کشف شد.